# St. Lawrence County
St. Lawrence County is een county in de Amerikaanse staat New York.
De county heeft een landoppervlakte van 6.956 km² en telt 111.931 inwoners (volkstelling 2000). De hoofdplaats is Canton.

## Bevolkingsontwikkeling
County's:

Albany County · Allegany County · Bronx County · Broome County · Cattaraugus County · Cayuga County · Chautauqua County · Chemung County · Chenango County · Clinton County · Columbia County · Cortland County · Delaware County · Dutchess County · Erie County · Essex County · Franklin County · Fulton County · Genesee County · Greene County · Hamilton County · Herkimer County · Jefferson County · Kings County · Lewis County · Livingston County · Madison County · Monroe County · Montgomery County · Nassau County · New York County · Niagara County · Oneida County · Onondaga County · Ontario County · Orange County · Orleans County · Oswego County · Otsego County · Putnam County · Queens County · Rensselaer County · Richmond County · Rockland County · Saratoga County · Schenectady County · Schoharie County · Schuyler County · Seneca County · St. Lawrence County · Steuben County · Suffolk County · Sullivan County · Tioga County · Tompkins County · Ulster County · Warren County · Washington County · Wayne County · Westchester County · Wyoming County · Yates County
Boroughs van New York-stad:

The Bronx (Bronx County) · Brooklyn (Kings County) · Manhattan (New York County) · Queens (Queens County) · Staten Island (Richmond County)